# 和氣あず未
和氣 あず未（わき あずみ、1994年9月8日 - ）は、日本の女性声優、歌手。東京俳優生活協同組合所属。東京都出身。
代表作には『アイドルマスター シンデレラガールズ』（片桐早苗）、『ブレンド・S』（桜ノ宮苺香）、『ウマ娘 プリティーダービー』（スペシャルウィーク）、『東京リベンジャーズ』（橘日向）などがある。

## 経歴
13歳の時に好きであったアニメに出演していた声優のアフレコ映像を見て、声優業に興味を持った。中学2年生ぐらいから「声優をやってみたい」と、マイクを買い、声を録音したりしていたという。
中学時代はキャビンアテンダントにも憧れたが、高校に入ると英語が苦手なことからすぐに断念した。
東京アニメ・声優専門学校に第3期生として入学する。もともと人前で何かすることが苦手であったため、入学当初は恥ずかしさもあったが経験を重ねて「演じることに集中して楽しめるように」なったという。学内オーディションに応募し、在学中からラジオ番組のアシスタントパーソナリティとして活動した。
2014年に東京俳優生活協同組合に所属。所属後、初めてオーディションを受けた作品『アイドルマスター シンデレラガールズ』で片桐早苗役に合格する。初ライブとなった「THE IDOLM@STER CINDERELLA GIRLS 3rdLIVE シンデレラの舞踏会」には、養成所の名誉会長にあたる津川雅彦からフラワースタンドが贈られている。
2020年4月、久保ユリカ、Lynnに続いて『アニゲー☆イレブン!』の3代目MCに就任。同年の冬、日本コロムビアよりソロアーティストとしてデビュー。
2021年3月、第15回声優アワードにて新人女優賞を受賞。
2023年8月10日、Xアカウントにて共通の趣味であるゲームを通じて親しくなった男性と結婚したことを発表した。
2024年10月5日、Xアカウントにて第一子の妊娠を報告した。2025年2月15日、第一子の出産を報告した。
2025年7月16日、2月に生まれた長女が「拡張型心筋症」の可能性が高いと診断されたことを公表。心臓移植の待機をすることになり、子供の治療に専念するため、当面は活動を大幅に制限することを明らかにした。

## 人物
プロフィール名義の「あず未」は本名であり、長野県の安曇野に由来すると自身のTwitterにて語っている。
家族構成としては年の離れた兄が3人いる。中学、高校とテニス部に所属していたため、運動神経は良いと自負している。
趣味はお菓子作りとゲームとイラスト。寝る事が好きである。ハンバーガー、ゾンビも好きであり、LIVERTINE AGEとコラボした際にはそれらをモティーフにTシャツやパーカーのデザインをしている。好きなアニメは声優を目指したきっかけでもある『鋼の錬金術師』。この作品に登場するロイ・マスタングのようにちょっとSなキャラクターが好きと語っている。
信条としてはファンから友達感覚でいてもらえるような親しみやすい声優を目指している。

## 出演
太字はメインキャラクター。

### テレビアニメ
2015年
- アイドルマスター シンデレラガールズ（片桐早苗）
- あにトレ!EX（2015年 - 2016年、樋口えり） - 2シリーズ
- Dance with Devils（女子生徒）
- 青春×機関銃（女子生徒）
- ハロー!!きんいろモザイク（テニス部部長）
- VALKYRIE DRIVE -MERMAID-（少女）
- 魔法少女リリカルなのはViVid（ルカ）

2016年
- おしえて! ギャル子ちゃん（ギャル子）
- 斉木楠雄のΨ難（女子生徒E）
- ブブキ・ブランキ（ドミナ・ドーシ、女子生徒） - 2シリーズ
- ももくり（クラス女子1）

2017年
- キラキラ☆プリキュアアラモード（少女）
- Re:CREATORS（女子）
- アイドルマスター シンデレラガールズ劇場（2017年 - 2019年、片桐早苗） - 3シリーズ
- 魔法陣グルグル（妖精B）
- ゲーマーズ!（生徒会役員A）
- Infini-T Force（北野聖母）
- ブレンド・S（桜ノ宮苺香） - 第1・2・12話のサブタイトル文字も担当

2018年
- 刀使ノ巫女（柳瀬舞衣）
- ウマ娘 プリティーダービー（2018年 - 2023年、スペシャルウィーク） - 3シリーズ
- 多田くんは恋をしない（来賓者）
- パズドラ（2018年 - 2020年、ユカ）
- こみっくがーるず（女性）
- 異世界魔王と召喚少女の奴隷魔術（2018年 - 2021年、レム・ガレウ） - 2シリーズ
- となりの吸血鬼さん（エリー）
- 抱かれたい男1位に脅されています。（マロン）
- ゾンビランドサガ（2018年 - 2021年、左山） - 2シリーズ

2019年
- みにとじ（柳瀬舞衣）
- みだらな青ちゃんは勉強ができない（堀江青）
- 世話やきキツネの仙狐さん（仙狐）
- RobiHachi（カパ子）
- ソウナンですか?（九条紫音）
- ぬるぺた（ぬる）
- 私、能力は平均値でって言ったよね!（マイル）
- アサシンズプライド（サラシャ＝シクザール）

2020年
- かくしごと（橘地莉子）
- 乙女ゲームの破滅フラグしかない悪役令嬢に転生してしまった…（2020年 - 2021年、アン・シェリー） - 2シリーズ
- 社長、バトルの時間です!（アカリ）
- うまよん（スペシャルウィーク）
- 100万の命の上に俺は立っている（2020年 - 2021年、箱崎紅末） - 2シリーズ
- くまクマ熊ベアー（2020年 - 2023年、フィナ） - 2シリーズ
- キミと僕の最後の戦場、あるいは世界が始まる聖戦（2020年 - 2025年、シスベル・ルゥ・ネビュリス9世） - 2シリーズ

2021年
- おとなの防具屋さんII（ミィナ）
- EX-ARM エクスアーム（エルミラ）
- さよなら私のクラマー（岸歩）
- 東京リベンジャーズ（2021年 - 2023年、橘日向） - 3シリーズ
- スライム倒して300年、知らないうちにレベルMAXになってました（2021年 - 2025年、フラットルテ） - 2シリーズ
- カノジョも彼女（2021年 - 2023年、水瀬渚） - 2シリーズ
- 白い砂のアクアトープ（照屋月美）
- ラブライブ!スーパースター!!（2021年 - 2024年、ナナミ） - 3シリーズ
- マブラヴ オルタネイティヴ（2021年 - 2022年、風間祷子） - 2シリーズ
- 180秒で君の耳を幸せにできるか?（澤家陽光）

2022年
- オリエント（犬坂七緒）
- ドールズフロントライン（AUG）
- ビルディバイド -＃FFFFFF-（イシュタルテ）
- 転生賢者の異世界ライフ 〜第二の職業を得て、世界最強になりました〜（ドライアド）
- プリマドール（灰桜）
- ハナビちゃんは遅れがち（有明ハナビ花）
- よふかしのうた（2022年 - 2025年、蘿蔔ハツカ） - 2シリーズ
- 勇者パーティーを追放されたビーストテイマー、最強種の猫耳少女と出会う（カナデ）
- Do It Yourself!! -どぅー・いっと・ゆあせるふ-（たくみ〈日蔭匠〉）
- デリシャスパーティ♡プリキュア（2022年 - 2023年、マイラ・イースキ）
- 夫婦以上、恋人未満。（大橋ナツミ）
- アキバ冥途戦争（ピュアミルキーまさみ）

2023年
- 冰剣の魔術師が世界を統べる（レベッカ＝ブラッドリィ）
- 最強陰陽師の異世界転生記（イーファ）
- NieR:Automata Ver1.1a（2023年 - 2024年、オペレーター） - 2シリーズ
- 女神のカフェテラス（2023年 - 2024年、小野白菊） - 2シリーズ
- BIRDIE WING -Golf Girls' Story-（シャルロット）
- 異世界ワンターンキル姉さん 〜姉同伴の異世界生活はじめました〜（ソフィ）
- 鬼滅の刃 刀鍛冶の里編（不死川貞子）
- アイドルマスター シンデレラガールズ U149（片桐早苗）
- シャングリラ・フロンティア（2023年 - 2025年、サイガ-0 / 斎賀玲、ナレーション）- 2シリーズ
- はめつのおうこく（ドロカ、ドロテーア）
- メルちゃんハッピータイム（メルちゃん）
- 僕らの雨いろプロトコル（小鳥遊恵美子）

2024年
- 悪役令嬢レベル99 〜私は裏ボスですが魔王ではありません〜（アリシア・エンライト）
- 葬送のフリーレン（カンネ）
- 終末トレインどこへいく?（星撫子）
- 戦隊大失格（2024年 - 2025年、翡翠かのん） - 2シリーズ
- モブから始まる探索英雄譚（葛城春香）
- 魔王軍最強の魔術師は人間だった（リリス）
- 負けヒロインが多すぎる!（姫宮華恋）
- 魔王様、リトライ!R（藤崎茜）

2025年
- 想星のアクエリオン Myth of Emotions（アマハ モモヒメ）
- メダリスト（結束実叶）
- 真・侍伝 YAIBA（おつう）
- プリンセッション・オーケストラ（田中まい）

### 劇場アニメ
- きんいろモザイク Pretty Days（2016年、女子中学生）
- 劇場編集版 かくしごと -ひめごとはなんですか-（2021年、橘地莉子[96]）
- 地球外少年少女（2022年、七瀬・Б・心葉[97]） - 前後編に分けて劇場公開、Netflixでは全6話で配信
- 劇場版 乙女ゲームの破滅フラグしかない悪役令嬢に転生してしまった…（2023年、アン・シェリー[98]）
- デッドデッドデーモンズデデデデデストラクション（2024年、竹本ふたば[99]） - 前後章[一覧 21]

### OVA
- ストライク・ザ・ブラッド II（2016年、園内アナウンス）
- ウマ娘 プリティーダービー BNWの誓い（2018年、スペシャルウィーク）
- 乙女ゲームの破滅フラグしかない悪役令嬢に転生してしまった…X（2021年、アン・シェリー[100]） - コミックス第7巻特装版
- うまよん（2021年、スペシャルウィーク） - Blu-ray BOX新作ショートアニメ

### Webアニメ
2010年代
- モンソニ! ダルタニャンのアイドル宣言（2017年、コルセア）
- アイドルマスター シンデレラガールズ劇場（2018年 - 2020年、片桐早苗） - 2シリーズ
- 少女☆寸劇 オールスタァライト（2019年、音無いちえ）

2020年
- べあべあべあくまー！（2020年 - 2023年、フィナ） - 2シリーズ

2021年
- おしえて北斎! -THE ANIMATION-（岡倉てんこりん / リトルてんこりん）
- どるふろ -癒し篇2-（AK-12）
- 白い砂のアクアトープ みに（照屋月美）

2022年
- ゲーム『ウマ娘 プリティーダービー』1st Anniversary Special Animation（スペシャルウィーク）
- CINDERELLA GIRLS 10th Anniversary Celebration Animation ETERNITY MEMORIES（片桐早苗）
- うまゆる（2022年 - 2023年、スペシャルウィーク）
- 最強陰陽師の異世界転生記 みに（2022年 - 2023年、イーファ）

2023年
- スペアイ SPACE IDOL（もっふぁん）
- ウマ娘 プリティーダービー ROAD TO THE TOP（スペシャルウィーク）
- Fate/Grand Order 藤丸立香はわからない（バーヴァン・シー）

### ゲーム
2015年
- アイドルマスター シンデレラガールズ（2015年 - 2024年、片桐早苗） - 2作品
- サウザンドメモリーズ（ヴィラーシャ）
- スクールスタードリーム!（毬川紅美）
- ブレイブソード×ブレイズソウル（リディ、ロイヤルクラウン、ディアボリカ、ディルンウィン、イミティション＝リディ＝ダークネス）

2016年
- AKIBA'S BEAT（七尾ナナ）
- 黄金爆走デコトラ★プリンセス（五十鈴）
- クイズRPG 魔法使いと黒猫のウィズ（エテルネ・ポム、ビッグフモーフ、フウチ、フモーフ）
- 式神物語〜中二病JK、世界を救う〜（天狐）
- 白猫プロジェクト（ケーシー)
- 神撃のバハムート（アルディス）
- パズルオブエンパイア（徳川家康）
- 8 beat Story♪（星宮ゆきな）
- ファントム オブ キル（シユウ）
- 幻獣契約クリプトラクト（クロエ、イーリス）
- モン娘☆は〜れむ（パリエ）

2017年
- スクールスタードリーム 〜カミオシ！〜（毬川紅美）
- エンドライド -X fragments-（ミーナ）
- ガールフレンド（仮）（2017年 - 2024年、緒川唯）
- きららファンタジア（2017年 - 2022年、クレア、桜ノ宮苺香）

2018年
- マギアレコード 魔法少女まどか☆マギカ外伝（2018年 - 2024年、桑水せいか）
- 刀使ノ巫女 刻みし一閃の燈火（柳瀬舞衣）
- 御城プロジェクト:RE（長谷堂城、マルクスブルク城）
- 異世界魔王と召喚少女の奴隷魔術 X Reverie（レム・ガレウ）
- 少女☆歌劇 レヴュースタァライト -Re LIVE-（2018年 - 2021年、音無いちえ）
- Ast Memoria -アストメモリア-（ルネ・カレンベルク）
- オルタナティブガールズ（水島愛梨〈2代目〉）
- 三国BASSA!!（許褚）
- メリーガーランド（レーニア）

2019年
- 荒野のコトブキ飛行隊 大空のテイクオフガールズ!（エル）
- ASTRAL CHAIN（オリーヴ・エスピノーサ）
- 社長、バトルの時間です!（アカリ）
- リンクスリングス（ナオ）
- ロボットガールズZ ONLINE（カーンちゃん〈ゲッターカーン〉）
- 崩落のカルネアデス（カエデ）
- 私立ベルばら学園 〜ベルサイユのばらRe*imagination〜（姫宮りか）
- アズールレーン（2019年 - 2020年、鈴谷、熊野）
- 東方キャノンボール（魂魄妖夢）
- オンゲキ（柏木美亜）
- ファイアーエムブレム ヒーローズ（2019年 - 2025年、ピアニー、マチュア）
- RELEASE THE SPYCE secret fragrance（敷島真瑠瀬）
- DEAD OR ALIVE Xtreme Venus Vacation（さゆり）
- ドールズフロントライン（AK12）

2020年
- この素晴らしい世界に祝福を！ファンタスティックデイズ（ミーア）
- スターオーシャン:アナムネシス（ラヴァーニア・ローズ）
- ドラガリアロスト（ピアニー）
- キングダムオブヒーロー（フレイヤ）
- Re:ステージ!プリズムステップ（柏木美亜）
- グランブルーファンタジー（2020年 - 2024年、まりっぺ、スペシャルウィーク）
- ラストピリオド -終わりなき螺旋の物語-（サタナ）
- 英雄伝説 創の軌跡（ラピス・ローゼンベルク）
- CARAVAN STORIES（カリン）
- ファイナルギア -重装戦姫-（ブリーズ・タロー）
- ラストオリジン（2020年 - 2021年、P-22ハルピュイア、ロイヤル・アーセナル）

2021年
- ウマ娘 プリティーダービー（2021年 - 2024年、スペシャルウィーク）
- Fate/Grand Order（2021年 - 2024年、妖精騎士トリスタン / バーヴァン・シー / ケット・クー・ミコケル）
- 白夜極光（フィリス、クローバー、ピープ）
- 閃乱忍忍忍者大戦ネプテューヌ -少女達の響艶-（テツコ）
- 共闘ことばRPG コトダマン（2021年 - 2023年、橘日向）
- 彼女、お借りします ヒロインオールスターズ（水瀬渚）
- コードギアス Genesic Re;CODE（トト・トンプソン）
- ラグナドール 妖しき皇帝と終焉の夜叉姫（雲外鏡）
- 蒼藍の誓い ブルーオース（ビスマルク、鳥海）
- Project MIKHAIL（風間祷子）
- アーテリーギア -機動戦姫-（北斗）
- 東方ロストワード
- プリンセスコネクト！Re:Dive（2021年 - 2024年、ネア / 志木場寝亜）
- ワールドフリッパー（ロデ）

2022年
- Shadowverse（スペシャルウィーク）
- Master of Epic（ラン）
- モリノファンタジー：世界樹の伝説（弓士）
- ディスクロニア:クロノスオルタネイト（マイア・ガネット）
- 英雄伝説 黎の軌跡 II -CRIMSON SiN-（ジータ・アスヴァール）
- 東京リベンジャーズ ぱずりべ！全国制覇への道（橘日向）
- LACKGIRL I - “Astra inclinant, sed non obligant.”（ミズハ）

2023年
- トワツガイ（2023年 - 2024年、フラミンゴ）
- ガーディアンテイルズ（プリシラ）
- 原神（シャルロット）
- BLUE PROTOCOL（リリ）
- ブラウンダスト2（ユースティア）
- 超探偵事件簿 レインコード（ヨシコ）
- コードギアス 反逆のルルーシュ ロストストーリーズ（2023年 - 2024年、トト・トンプソン）
- グランブルーファンタジー ヴァーサス -ライジング-（スペシャルウィーク）
- NextNinja（サイガ）
- エーテルゲイザー（ヘルメス）

2024年
- 龍が如く8
- マブラヴ：ディメンションズ（風間祷子）
- ファントム オブ キル -オルタナティブ・イミテーション-（シユウ）
- De:Lithe Last Memories（結城コマリ）
- ウマ娘 プリティーダービー 熱血ハチャメチャ大感謝祭!（スペシャルウィーク）
- 仙狐さんといっしょ（仙狐）
- モンスターストライク（サイガ-0）
- リバースブルー×リバースエンド（カノン）
- 英雄伝説 界の軌跡 -Farewell, O Zemuria-（ラピス・ローゼンベルク）
- 魔女のふろーらいふ（宮島依都）

2025年
- 龍が如く8外伝 Pirates in Hawaii
- 魔法少女まどか☆マギカ Magia Exedra（桑水せいか）
- ポケモンマスターズEX（タロ）
- 龍の国 ルーンファクトリー（いろは）

### テレビ番組
- ゲンバの声がある（2019年2月10日、テレビ朝日）
- アニゲー☆イレブン!（2020年4月 - 2023年9月、BS11） - MC
- 踊る!さんま御殿!!（2021年7月13日・11月23日、日本テレビ）

### ドラマCD
2010年代
- アイドルマスター シンデレラガールズ シリーズ（2016年、片桐早苗）
- ウマ娘 プリティーダービー シリーズ（2016年 - 2018年、スペシャルウィーク） - 16作品
- 8 beat story♪ドラマCDvol.1「出会いと始まりの物語」（2017年、星宮ゆきな）
- 漫画『槍の勇者のやり直し』第5巻特典ドラマCD（2019年、ユキ）
- カドカワコミックス・エース『世話やきキツネの仙狐さん』第5巻特装版特典「お世話シチュエーション」CD（2019年、仙狐）

2020年代
- スライム倒して300年、知らないうちにレベルMAXになってました（2020年 - 2021年、フラットルテ） - ドラマCD付き小説第12巻・第14巻・第16巻限定特装版
- 1年A組のモンスター（2021年、藪つばき） - 6巻ドラマCD付き特装版
- 乙女ゲームの破滅フラグしかない悪役令嬢に転生してしまった…X（2021年、アン・シェリー） - Blu-ray各巻特典ドラマCD
- 悪役令嬢レベル99 〜私は裏ボスですが魔王ではありません〜（2021年、アリシア）

### デジタルコミック
- ひかりオンステージ!（2019年、星川ひかり[177]）
- 行進子犬に恋文を（2019年、大葉こと）
- ぜっしゃか！-私立四ツ輪女子学院絶滅危惧車学科-（2020年、百瀬莉子[178]）
- マンガアニメ「かくしごと」（2020年、橘地莉子）
- 悪役令嬢レベル99 〜私は裏ボスですが魔王ではありません〜（2021年、アリシア[179]）
- なつめとなつめ（2022年、水無月夏目[180]）
- 祈りの国のリリエール 〜魔女の旅々 外伝〜 漫画朗読PV（2022年、ナレーション〈全役〉[181]）
- アイアムアヒーロー（2022年、早狩比呂美[182]）
- 王子様なんて、こっちから願い下げですわ!～追放された元悪役令嬢、魔法の力で見返します～（2023年、セシリア[183]）
- 小動物系令嬢は氷の王子に溺愛される（2023年、リリアーナ） -  コミックス購入特典ボイスコミック[184]
- しのびごと（2024年、向日アオイ）

### オーディオドラマ
- よみほぐ『幸福な王子』（2018年、よみほぐ師[185]）
- 将来的に死んでくれ（2020年、菱川俊[186]）
- やり直し令嬢は竜帝陛下を攻略中（2021年 - 2022年、ジル・サーヴェル） - 2作品[一覧 26]
- 180秒で君の耳を幸せにできるか?（2021年、澤家陽光） - 4作品[一覧 27]
- おしごとねいろ 〜ジムトレーナー編〜（2021年、絢瀬真凛）
- 勇者パーティーを追放されたビーストテイマー、最強種の猫耳少女と出会う（2022年、カナデ） - 2作品[一覧 28]
- 僕らの雨いろプロトコル ボイスドラマ（2023年、小鳥遊恵美子）
- やおよろ温泉郷 ～白柴犬神ひなたの過保護なあなた専用ぽかぽかお姉さんの溺愛ご奉仕～（2023年、白柴犬神ひなた）
- 小動物系令嬢は氷の王子に溺愛される（2023年、リリアーナ） - 小説購入特典オーディオドラマ[184]

### 吹き替え

#### アニメ
- ポータウンのなかまたち（2020年、モー）
- アダムス・ファミリー2 アメリカ横断旅行!（2022年、パーティー女子2[191]）

### 映画
- その声のあなたへ（2022年9月30日）[192]

### ラジオ
※はインターネット配信。
- 野中藍・石川由依のラジオ Operating System（2014年 - 2015年、超!A&G+※）2代目アシスタント[193]
- あにトレ! EX ラジオ燃焼系（2015年 - 2016年、ラジオ大阪、超!A&G+※、ニコニコチャンネル※）
- セカンドショットインフォメーション（ニコニコ生放送※、超!A&G+※）
- スタドリ れでぃ? おー!（2015年 - 2016年、音泉※）[194]
- きかせて! ギャル子ちゃん（2016年、HiBiKi Radio Station※）[195]
- ぱかラジッ!〜ウマ娘広報部〜（2016年 - 、HiBiKi Radio Station※）[196]
- 和氣あず未と鈴木絵理のハートフルラジオ!（2017年 - 2018年、超!A&G+※）[197]
- ブレンドS・ラジオ「スティーレスタイル!」（2017年 - 2018年、音泉※）[198]
- 世話やきキツネの仙狐さん〜仙狐さんと中野くんのモフモフアワー〜（2019年、音泉※）[199]
- わきことせりこ（2019年 -、HiBiKi Radio Station※）[200]
- あずえりR（2019年 - 、ニコニコ生放送※）[201]
- 私たち、ラジオは平均値でって言ったよね！（2019年 - 2020年、音泉※）[202]
- あじゅじゅはじゅうじつしたいのじゃ。（2019年、マンガPark※）[203]
- 和気あず未のあなたにそっと5人の彼女（2020年、グノシーラジオ※）
- 勇者パーティーを追放されたビーストテイマー、最強種の猫耳少女とラジオで出会う（2022年、音泉※）[204]

### ラジオCD
- ラジオCD「きかせて！ ギャル子ちゃん」（2016年[205]）
- アニメ『アイドルマスター シンデレラガールズ劇場』DVD/BD 第2巻 特典CD「なんちゃってコメンタリー」（2017年）

### インターネット番組
- ハニプラTV〜8/pLanet!!の課外授業に行ってみよー（2016年 - 、ニコニコ動画）[206]
- 異世界魔王と芹澤優と和氣あず未（2018年、HiBiKi Radio Station）[207]
- ホロごえっ!（2024年、ABEMA）[208]

### 朗読劇
- 日本の古典シリーズ朗読劇『源氏物語〜奥ゆかしき恋の果て〜』（2019年8月20日、8月21日、TOKYO FM HALL）女性たち 役[209]
- オリジナル朗読劇『選ばれなかった勇者の花嫁』（2020年10月3日、ところざわサクラタウン ジャパンパビリオン）ディアンナ 役[210]
- 朗読劇「刀使ノ巫女 清夏奉燈」（2021年、柳瀬舞衣[211]）

降板
- 俳協65周年記念朗読劇『銀河鉄道の夜』（TACCS1179、2025年7月11日 - 19日）
  - 12日の公演に出演が予定されていたが、体調不良のため降板[212]。

### 映像商品
- THE IDOLM@STER CINDERELLA GIRLS 3rdLIVE シンデレラの舞踏会 -Power of Smile- Blu-ray Day1（2016年）[213]
- 8beatStory♪ 8/pLanet!! 1st LIVE 「先生！ライブはじまっちゃうよ！」（2017年）
- ハニプラTV〜8/pLanet!!の課外授業にいってみよー 1学期（2017年）
- TETHE IDOLM@SR CINDERELLA GIRLS 4thLIVE TriCastle Story Brand new Castle（2017年）
- 8beatStory♪ 8/pLanet!! 2nd LIVE 「2時間目の授業は…」（2017年）
- THE IDOLM@STER CINDERELLA GIRLS 5thLIVE TOUR Serendipity Parade!!! @OSAKA（2018年）
- THE IDOLM@STER CINDERELLA GIRLS 5thLIVE TOUR Serendipity Parade!!! @MAKUHARI（2018年）
- THE IDOLM@STER CINDERELLA GIRLS 5thLIVE TOUR Serendipity Parade!!! @SAITAMA SUPER ARENA（2018年）
- 8beatStory♪ 8/pLanet!! 1st Anniversary 3rd LIVE 「行くぜBLITZ！青春の想いを込めて！」（2018年）
- 8beatStory♪ 8/pLanet!! 2nd Anniversary 4th LIVE 「On the pLaNET!!」（2019年）
- THE IDOLM@STER CINDERELLA GIRLS 6thLIVE MERRY-GO-ROUNDOME!!! @NAGOYA DOME（2019年）
- 8beatStory♪ 8/pLanet!! 5th LIVE 「Thousands Emotions」（2020年）
- THE IDOLM@SR CINDERELLA GIRLS 7thLIVE　TOUR　Special 3chord♪　Funky Dancing! @NAGYA DOME（2020年）
- ウマ娘 プリティーダービー 2nd EVENT「Sound Fanfare！」Blu-ray（2022年）[214]
- ウマ娘 プリティーダービー 3rd EVENT　WINNING DREAM STAGE Blu-ray（2022年）[215]

### ナレーション
- サンデーステーション（2023年2月5日）[216]

### その他コンテンツ
- 信濃グランセローズ（BCリーグ） BPフェアリーズプロジェクト（2016年、南ミワ[217]）
- 漫画『将来的に死んでくれ』CM（2017年、菱川俊[218]）
- 『きょうも黒咲さんのターン！』コミックス第1巻発売記念 MTG対戦実況動画（2020年、黒咲れんげ[219]）
- メディアミックスプロジェクト『プリマドール』（2020年、灰桜[220]）
- 『かまって新卒ちゃんが毎回誘ってくる』PV（2021年、伊波渚[221]）
- 『君と綴るうたかた』PV（2022年、朝香夏織[222]）
- 『この△ラブコメは幸せになる義務がある。』PV（2022年、椿木麗良[223]）
- Voice Actor Card Collection VOL.10 和氣あず未『あじゅちぇんじ！』（2022年）
- dアニメストア CM『アニメとススメ！』（2024年、凪野真琴[224]）
- 『トワツガイ Fans』ストーリー（2024年 - 2025年、フラミンゴ[225]）

## ディスコグラフィ

### シングル
|            | 発売日        | タイトル                        | 規格品番                         | 規格品番   | オリコン 最高位 |
| 初回限定盤 | 発売日        | タイトル                        | 通常盤                           |            | オリコン 最高位 |
| ---------- | ------------- | ------------------------------- | -------------------------------- | ---------- | --------------- |
| 1st        | 2020年1月29日 | ふわっと/シトラス               | COZC-1617/8 (A) COZC-1619/20 (B) | COCC-17736 | 20位            |
| 2nd        | 2020年6月10日 | Hurry Love/恋と呼ぶには         | COZC-1649/50 (A) COZC-1651/2 (B) | COCC-17762 | 16位            |
| 3rd        | 2020年10月7日 | イツカノキオク/透明のペダル     | COZC-1679/80                     | COZC-17810 | 20位            |
| 4th        | 2021年6月16日 | Viewtiful Days!/記憶に恋をした  | COZC-1751/2                      | COCC-17881 | 19位            |
| 5th        | 2023年4月12日 | キミトノミライ／Invisible stars | COZC-1980                        | COCC-18068 | 22位            |

### アルバム
|            | 発売日        | タイトル           | 規格品番    | 規格品番   | オリコン 最高位 |
| 初回限定盤 | 発売日        | タイトル           | 通常盤      |            | オリコン 最高位 |
| ---------- | ------------- | ------------------ | ----------- | ---------- | --------------- |
| 1st        | 2021年2月17日 | 超革命的恋する日常 | COZX-1716/7 | COCX-41392 | 29位            |

|            | 発売日         | タイトル                      | 規格品番    | 規格品番   | オリコン 最高位 |
| 初回限定盤 | 発売日         | タイトル                      | 通常盤      |            | オリコン 最高位 |
| ---------- | -------------- | ----------------------------- | ----------- | ---------- | --------------- |
| 1st        | 2022年1月26日  | あじゅじゅと夜と音楽と        | COZX-1864/5 | COCX-41713 | 33位            |
| 2nd        | 2022年11月30日 | STAY BEAUTIFUL STAY BEAUTIFUL | COZX-1958/9 | COCX-41906 | 21位            |

### タイアップ曲
| 楽曲            | タイアップ                                                                                   | 時期   |
| --------------- | -------------------------------------------------------------------------------------------- | ------ |
| Hurry Love      | テレビアニメ『社長、バトルの時間です！』オープニングテーマ                                   | 2020年 |
| イツカノキオク  | テレビアニメ『くまクマ熊ベアー』オープニングテーマ                                           | 2020年 |
| Viewtiful Days! | テレビアニメ『スライム倒して300年、知らないうちにレベルMAXになってました』エンディングテーマ | 2021年 |
| 記憶に恋をした  | BS11『アニゲー☆イレブン！』2021年6月エンディングテーマ                                       | 2021年 |
| キミトノミライ  | テレビアニメ『くまクマ熊ベアーぱーんち!』オープニングテーマ                                  | 2023年 |

### キャラクターソング
| 発売日   | 商品名                                                                                            | 歌 | 楽曲                                                                                | 備考                                                                            |
| 2015年   | 2015年                                                                                            | 2015年 | 2015年                                                                              | 2015年                                                                          |
| -------- | ------------------------------------------------------------------------------------------------- | --- | ----------------------------------------------------------------------------------- | ------------------------------------------------------------------------------- |
| 11月18日 | THE IDOLM@STER CINDERELLA MASTER 037 片桐早苗                                                     | 片桐早苗（和氣あず未） | 「Can't Stop!!」                                                                    | ゲーム『アイドルマスター シンデレラガールズ』関連曲                             |
| 11月25日 | ばいたる☆エクササイズ                                                                             | 星あさみ（伊藤美来）、樋口えり（和氣あず未）、早乙女静乃（小牧未侑）、橘紫苑（長縄まりあ）、平岡優（高尾奏音） | 「ばいたる☆エクササイズ」                                                           | テレビアニメ『あにトレ！EX』主題歌                                              |
| 11月25日 | ばいたる☆エクササイズ                                                                             | 星あさみ（伊藤美来）、樋口えり（和氣あず未）、早乙女静乃（小牧未侑）、橘紫苑（長縄まりあ）、平岡優（高尾奏音） | 「あにトレケイデンス」                                                              | テレビアニメ『あにトレ！EX』関連曲                                              |
| 2016年   |                                                                                                   | |                                                                                     |                                                                                 |
| 3月23日  | YPMA☆GIRLS                                                                                        | ギャル子（和氣あず未）、オタ子（富田美憂）、お嬢（高橋未奈美） | 「YPMA☆GIRLS」                                                                      | テレビアニメ『おしえて！ギャル子ちゃん』主題歌                                  |
| 3月23日  | YPMA☆GIRLS                                                                                        | ギャル子（和氣あず未）、オタ子（富田美憂）、お嬢（高橋未奈美） | 「GAL -Get All Lucky!-」                                                            | テレビアニメ『おしえて！ギャル子ちゃん』関連曲                                  |
| 6月8日   | ファンタジア                                                                                      | 8/pLanet! | 「ファンタジア」                                                                    | ゲーム『8 beat Story♪』主題歌                                                   |
| 6月8日   | ファンタジア                                                                                      | 桜木ひなた（社本悠）、水瀬鈴音（吉井彩実）、姫咲杏梨（金魚わかな）、星宮ゆきな（和氣あず未）、源氏ほたる（吉村那奈美） | 「BoyFriend」                                                                       | ゲーム『8 beat Story♪』関連曲                                                   |
| 6月15日  | THE IDOLM@STER CINDERELLA MASTER Passion Jewelries! 003                                           | 姫川友紀（杜野まこ）、市原仁奈（久野美咲）、片桐早苗（和氣あず未）、大槻唯（山下七海）、相葉夕美（木村珠莉） | 「きみにいっぱい☆」 「Near to You」                                                 | ゲーム『アイドルマスター シンデレラガールズ』関連曲                             |
| 6月15日  | THE IDOLM@STER CINDERELLA MASTER Passion Jewelries! 003                                           | 片桐早苗（和氣あず未） | 「気分爽快」                                                                        | ゲーム『アイドルマスター シンデレラガールズ』関連曲                             |
| 10月19日 | Halloween☆Night                                                                                   | 8/pLanet! | 「Halloween☆Night」                                                                 | ゲーム『8 beat Story♪』関連曲                                                   |
| 10月19日 | Halloween☆Night                                                                                   | 桜木ひなた（社本悠）、水瀬鈴音（吉井彩実）、姫咲杏梨（金魚わかな）、星宮ゆきな（和氣あず未）、源氏ほたる（吉村那奈美） | 「スクールディスコ」                                                                | ゲーム『8 beat Story♪』関連曲                                                   |
| 10月19日 | Halloween☆Night                                                                                   | 桜木ひなた（社本悠）、姫咲杏梨（金魚わかな）、星宮ゆきな（和氣あず未）、神楽月（吉岡美咲）、源氏ほたる（吉村那奈美） | 「初恋チェリーブロッサム」                                                          | ゲーム『8 beat Story♪』関連曲                                                   |
| 11月16日 | Cheer for you♪♬🎶                                                                                 | 星あさみ（伊藤美来）、樋口えり（和氣あず未）、早乙女静乃（小牧未侑）、橘紫苑（長縄まりあ）、平岡優（高尾奏音）、出海さくら（鈴木絵理） | 「Cheer for you♪♬🎶」                                                               | テレビアニメ『あにトレ！XX 〜ひとつ屋根の下で〜』オープニングテーマ             |
| 11月16日 | Cheer for you♪♬🎶                                                                                 | 星あさみ（伊藤美来）、樋口えり（和氣あず未）、早乙女静乃（小牧未侑）、橘紫苑（長縄まりあ）、平岡優（高尾奏音）、出海さくら（鈴木絵理） | 「あにトレケイデンス〜2周目〜」                                                     | テレビアニメ『あにトレ！XX 〜ひとつ屋根の下で〜』関連曲                         |
| 11月23日 | BLUE MOON                                                                                         | 8/pLanet! | 「BLUE MOON」                                                                       | ゲーム『8 beat Story♪』関連曲                                                   |
| 11月23日 | BLUE MOON                                                                                         | 桜木ひなた（社本悠）、神楽月（吉岡美咲）、橘彩芽（青野菜月）、星宮ゆきな（和氣あず未） | 「先手必勝スマイル」                                                                | ゲーム『8 beat Story♪』関連曲                                                   |
| 11月30日 | ウマ娘 プリティーダービー STARTING GATE 01                                                        | スペシャルウィーク（和氣あず未）、サイレンススズカ（高野麻里佳）、トウカイテイオー（Machico） | 「Fanfare for Future!」 「うまぴょい伝説」                                          | ゲーム『ウマ娘 プリティーダービー』関連曲                                       |
| 11月30日 | ウマ娘 プリティーダービー STARTING GATE 01                                                        | スペシャルウィーク（和氣あず未） | 「わたしの印は大本命◎」                                                             | ゲーム『ウマ娘 プリティーダービー』関連曲                                       |
| 12月14日 | ハピ♡メリ                                                                                         | 8/pLanet! | 「ハピ♡メリ」                                                                       | ゲーム『8 beat Story♪』関連曲                                                   |
| 2017年   |                                                                                                   | |                                                                                     |                                                                                 |
| 2月8日   | THE IDOLM@STER CINDERELLA MASTER EVERMORE                                                         | 相葉夕美（木村珠莉）、五十嵐響子（種﨑敦美）、市原仁奈（久野美咲）、一ノ瀬志希（藍原ことみ）、大槻唯（山下七海）、片桐早苗（和氣あず未）、鷺沢文香（M・A・O）、櫻井桃華（照井春佳）、塩見周子（ルゥティン）、橘ありす（佐藤亜美菜）、中野有香（下地紫野）、二宮飛鳥（青木志貴）、速水奏（飯田友子）、姫川友紀（杜野まこ）、宮本フレデリカ（髙野麻美） | 「Near to You」                                                                     | ゲーム『アイドルマスター シンデレラガールズ』関連曲                             |
| 2月8日   | THE IDOLM@STER CINDERELLA MASTER EVERMORE                                                         | 大橋彩香、福原綾香、原紗友里、藍原ことみ、青木志貴、青木瑠璃子、飯田友子、五十嵐裕美、今井麻夏、上坂すみれ、内田真礼、桜咲千依、大空直美、大坪由佳、金子真由美、金子有希、木村珠莉、黒沢ともよ、佐藤亜美菜、下地紫野、洲崎綾、鈴木絵理、髙野麻美、高森奈津美、立花理香、種﨑敦美、千菅春香、東山奈央、長島光那、原優子、早見沙織、春瀬なつみ、渕上舞、牧野由依、松井恵理子、松嵜麗、三宅麻理恵、村中知、杜野まこ、安野希世乃、山下七海、山本希望、佳村はるか、ルゥティン、和氣あず未 | 「EVERMORE（4thLIVE MIX）」                                                         | ゲーム『アイドルマスター シンデレラガールズ』関連曲                             |
| 2月8日   | アイドルマスター シンデレラガールズ WILD WIND GIRL 第2巻特装版特典CD                              | 片桐早苗（和氣あず未） | 「お願い！シンデレラ（M@STER VERSION）」                                            | 漫画『アイドルマスター シンデレラガールズ WILD WIND GIRL』関連曲                |
| 4月12日  | DREAMER                                                                                           | 8/pLanet! | 「DREAMER」                                                                         | ゲーム『8 beat Story♪』関連曲                                                   |
| 4月12日  | DREAMER                                                                                           | 桜木ひなた（社本悠）、橘彩芽（青野菜月）、星宮ゆきな（和氣あず未） | 「それゆけ!!乙女のミッション！」                                                    | ゲーム『8 beat Story♪』関連曲                                                   |
| 6月8日   | アイドルマスター シンデレラガールズ WILD WIND GIRL 第3巻特装版特典CD                              | 藤本里奈（金子真由美）、片桐早苗（和氣あず未）、大槻唯（山下七海） | 「きみにいっぱい☆」                                                                 | 漫画『アイドルマスター シンデレラガールズ WILD WIND GIRL』関連曲                |
| 6月28日  | THE IDOLM@STER CINDERELLA GIRLS LITTLE STARS! SUN♡FLOWER                                          | 本田未央（原紗友里）、片桐早苗（和氣あず未）、佐藤心（花守ゆみり）、城ヶ崎美嘉（佳村はるか）、諸星きらり（松嵜麗） | 「SUN♡FLOWER」                                                                      | テレビアニメ『アイドルマスター シンデレラガールズ劇場』エンディングテーマ       |
| 8月9日   | THE IDOLM@STER CINDERELLA GIRLS STARLIGHT MASTER 12 命燃やして恋せよ乙女                          | 高垣楓（早見沙織）、佐藤心（花守ゆみり）、三船美優（原田彩楓）、安部菜々（三宅麻理恵）、片桐早苗（和氣あず未） | 「命燃やして恋せよ乙女（M@STER VERSION）」                                          | ゲーム『アイドルマスター シンデレラガールズ スターライトステージ』関連曲        |
| 8月30日  | Rooting for You                                                                                   | 8/pLanet! | 「Rooting for You」 「Lovely Summer」                                               | ゲーム『8 beat Story♪』関連曲                                                   |
| 11月15日 | 『8』                                                                                             | 8/pLanet! | 「Days」                                                                            | ゲーム『8 beat Story♪』関連曲                                                   |
| 11月22日 | ぼなぺてぃーと♡S/デタラメなマイナスとプラスにおけるブレンド考                                     | ブレンド・A | 「ぼなぺてぃーと♡S」                                                                | テレビアニメ『ブレンド・S』オープニングテーマ                                   |
| 11月22日 | ぼなぺてぃーと♡S/デタラメなマイナスとプラスにおけるブレンド考                                     | ブレンド・A | 「デタラメなマイナスとプラスにおけるブレンド考」                                    | テレビアニメ『ブレンド・S』エンディングテーマ                                   |
| 11月22日 | ウマ娘 プリティーダービー ANIMATION DERBY 00 ENDLESS DREAM!!                                      | スペシャルウィーク（和氣あず未）、サイレンススズカ（高野麻里佳）、トウカイテイオー（Machico） | 「ENDLESS DREAM!!」                                                                 | テレビアニメ『ウマ娘 プリティーダービー』挿入歌                                 |
| 11月22日 | ウマ娘 プリティーダービー ANIMATION DERBY 00 ENDLESS DREAM!!                                      | スペシャルウィーク（和氣あず未） | 「ENDLESS DREAM!!」                                                                 | テレビアニメ『ウマ娘 プリティーダービー』関連曲                                 |
| 12月13日 | THE IDOLM@STER CINDERELLA GIRLS MASTER SEASONS WINTER!                                            | 片桐早苗（和氣あず未）、難波笑美（伊達朱里紗）、姫川友紀（杜野まこ） | 「冬空プレシャス」                                                                  | ゲーム『アイドルマスター シンデレラガールズ』関連曲                             |
| 12月27日 | ブレンド・S BD・DVD第1巻特典CD                                                                    | 桜ノ宮苺香（和氣あず未） | 「ポジティブレボリューション」 「ぼなぺてぃーと♡S」                                 | テレビアニメ『ブレンド・S』関連曲                                               |
| 2018年   |                                                                                                   | |                                                                                     |                                                                                 |
| 1月24日  | Save you Save me                                                                                  | 衛藤可奈美（本渡楓）、十条姫和（大西沙織）、柳瀬舞衣（和氣あず未）、糸見沙耶香（木野日菜）、益子薫（松田利冴）、古波蔵エレン（鈴木絵理） | 「Save you Save me」                                                                | テレビアニメ『刀使ノ巫女』オープニングテーマ                                    |
| 1月24日  | 心のメモリア                                                                                      | 衛藤可奈美（本渡楓）、十条姫和（大西沙織）、柳瀬舞衣（和氣あず未）、糸見沙耶香（木野日菜）、益子薫（松田利冴）、古波蔵エレン（鈴木絵理） | 「心のメモリア」                                                                    | テレビアニメ『刀使ノ巫女』エンディングテーマ                                    |
| 1月24日  | 心のメモリア                                                                                      | 柳瀬舞衣（和氣あず未）、糸見沙耶香（木野日菜） | 「青空パレード」                                                                    | テレビアニメ『刀使ノ巫女』関連曲                                                |
| 3月28日  | 巫女ノ歌〜参〜                                                                                    | 柳瀬舞衣（和氣あず未） | 「Humming Bird」 「Save you Save me」 「心のメモリア」                              | テレビアニメ『刀使ノ巫女』関連曲                                                |
| 4月25日  | ウマ娘 プリティーダービー ANIMATION DERBY 01 Make debut!                                          | スピカ | 「Make debut!」                                                                     | テレビアニメ『ウマ娘 プリティーダービー』オープニングテーマ                     |
| 5月9日   | ウマ娘 プリティーダービー ANIMATION DERBY 02 グロウアップ・シャイン！                             | スピカ | 「グロウアップ・シャイン！」                                                        | テレビアニメ『ウマ娘 プリティーダービー』エンディングテーマ                     |
| 5月9日   | ウマ娘 プリティーダービー ANIMATION DERBY 02 グロウアップ・シャイン！                             | スペシャルウィーク（和氣あず未） | 「ありがとう、神様」                                                                | テレビアニメ『ウマ娘 プリティーダービー』エンディングテーマ                     |
| 5月23日  | 進化系Colors                                                                                      | 衛藤可奈美（本渡楓）、十条姫和（大西沙織）、柳瀬舞衣（和氣あず未）、糸見沙耶香（木野日菜）、益子薫（松田利冴）、古波蔵エレン（鈴木絵理） | 「進化系Colors」                                                                    | テレビアニメ『刀使ノ巫女』オープニングテーマ                                    |
| 5月23日  | 未来エピローグ                                                                                    | 衛藤可奈美（本渡楓）、十条姫和（大西沙織）、柳瀬舞衣（和氣あず未）、糸見沙耶香（木野日菜）、益子薫（松田利冴）、古波蔵エレン（鈴木絵理） | 「未来エピローグ」                                                                  | テレビアニメ『刀使ノ巫女』エンディングテーマ                                    |
| 5月30日  | ブレンド・S BD・DVD第6巻特典CD                                                                    | 桜ノ宮苺香（和氣あず未）、日向夏帆（鬼頭明里）、星川麻冬（春野杏）、天野美雨（種﨑敦美）、神崎ひでり（徳井青空） | 「ぼなぺてぃーと♡S -Hall staff ver.-」                                              | テレビアニメ『ブレンド・S』関連曲                                               |
| 5月30日  | ブレンド・S BD・DVD第6巻特典CD                                                                    | 桜ノ宮苺香（和氣あず未）、日向夏帆（鬼頭明里）、星川麻冬（春野杏）、天野美雨（種﨑敦美）、神崎ひでり（徳井青空）、ディーノ（前野智昭）、秋月紅葉（鈴木達央）、オーナー（鈴木達央） | 「ぼなぺてぃーと♡S -All staff ver.-」                                               | テレビアニメ『ブレンド・S』オープニングテーマ                                   |
| 6月20日  | THE IDOLM@STER CINDERELLA GIRLS STARLIGHT MASTER 18 モーレツ★世直しギルティ！                     | 堀裕子（鈴木絵理）、片桐早苗（和氣あず未）、及川雫（のぐちゆり） | 「モーレツ★世直しギルティ！（M@STER VERSION）」                                     | ゲーム『アイドルマスター シンデレラガールズ スターライトステージ』関連曲        |
| 6月20日  | THE IDOLM@STER CINDERELLA GIRLS STARLIGHT MASTER 18 モーレツ★世直しギルティ！                     | 片桐早苗（和氣あず未） | 「踊りまくろ☆ダンシング・ナイト」                                                   | ゲーム『アイドルマスター シンデレラガールズ スターライトステージ』関連曲        |
| 7月25日  | ウマ娘 プリティーダービー ANIMATION DERBY 03 Special Record!/Find My Only Way                     | スペシャルウィーク（和氣あず未）、サイレンススズカ（高野麻里佳）、トウカイテイオー（Machico）、ウオッカ（大橋彩香）、ダイワスカーレット（木村千咲）、ゴールドシップ（上田瞳）、メジロマックイーン（大西沙織）、エルコンドルパサー（高橋未奈美）、グラスワンダー（前田玲奈）、シンボリルドルフ（田所あずさ）、エアグルーヴ（青木瑠璃子）、ヒシアマゾン（巽悠衣子）、フジキセキ（松井恵理子）、マルゼンスキー（Lynn）、テイエムオペラオー（徳井青空）、ビワハヤヒデ（近藤唯）、ナリタブライアン（相坂優歌）、オグリキャップ（高柳知葉） | 「Special Record!」                                                                 | テレビアニメ『ウマ娘 プリティーダービー』挿入歌                                 |
| 7月25日  | ウマ娘 プリティーダービー ANIMATION DERBY 03 Special Record!/Find My Only Way                     | スピカ | 「Find My Only Way」                                                                | テレビアニメ『ウマ娘 プリティーダービー』エンディングテーマ                     |
| 7月25日  | ウマ娘 プリティーダービー ANIMATION DERBY 03 Special Record!/Find My Only Way                     | スペシャルウィーク（和氣あず未）、サイレンススズカ（高野麻里佳）、トウカイテイオー（Machico）、ウオッカ（大橋彩香）、ダイワスカーレット（木村千咲）、ゴールドシップ（上田瞳）、メジロマックイーン（大西沙織）、エルコンドルパサー（高橋未奈美）、グラスワンダー（前田玲奈）、セイウンスカイ（鬼頭明里）、キングヘイロー（佐伯伊織）、ハルウララ（首藤志奈）、シンボリルドルフ（田所あずさ）、タイキシャトル（大坪由佳）、エアグルーヴ（青木瑠璃子）、ヒシアマゾン（巽悠衣子）、フジキセキ（松井恵理子）、マルゼンスキー（Lynn）、テイエムオペラオー（徳井青空）、ビワハヤヒデ（近藤唯）、ナリタブライアン（相坂優歌）、オグリキャップ（高柳知葉）、スーパークリーク（優木かな）、タマモクロス（大空直美）、イナリワン（井上遥乃）、ウイニングチケット（渡部優衣）、メジロライアン（土師亜文）、メジロドーベル（久保田ひかり）、ナイスネイチャ（前田佳織里）、エイシンフラッシュ（藤野彩水）、マチカネフクキタル（新田ひより）、メイショウドトウ（和多田美咲） | 「うまぴょい伝説」                                                                  | テレビアニメ『ウマ娘 プリティーダービー』エンディングテーマ                     |
| 8月24日  | 刀使ノ巫女 BD・DVD第5巻特典CD                                                                     | 柳瀬舞衣（和氣あず未）、古波蔵エレン（鈴木絵理） | 「Happy Cookie Holic」                                                              | テレビアニメ『刀使ノ巫女』関連曲                                                |
| 8月29日  | DeCIDE                                                                                            | SUMMONERS 2+ | 「DeCIDE」                                                                          | テレビアニメ『異世界魔王と召喚少女の奴隷魔術』オープニングテーマ                |
| 8月29日  | DeCIDE                                                                                            | SUMMONERS 2+ | 「イルメナイト」                                                                    | テレビアニメ『異世界魔王と召喚少女の奴隷魔術』関連曲                            |
| 9月8日   | THE IDOLM@STER CINDERELLA GIRLS SS3A Live Sound Booth♪ 会場オリジナルCD                           | 片桐早苗（和氣あず未） | 「命燃やして恋せよ乙女（M@STER VERSION）」                                          | ゲーム『アイドルマスター シンデレラガールズ スターライトステージ』関連曲        |
| 9月12日  | ウマ娘 プリティーダービー ANIMATION DERBY 05                                                      | スペシャルウィーク（和氣あず未）、サイレンススズカ（高野麻里佳）、トウカイテイオー（Machico）、ウオッカ（大橋彩香）、ダイワスカーレット（木村千咲）、ゴールドシップ（上田瞳）、メジロマックイーン（大西沙織） | 「Special Record!」                                                                 | テレビアニメ『ウマ娘 プリティーダービー』関連曲                                 |
| 10月13日 | 走れウマ娘/ぱかチューブっ！ですが、何か？                                                         | スペシャルウィーク（和氣あず未）、サイレンススズカ（高野麻里佳）、トウカイテイオー（Machico）、ゴールドシップ（上田瞳）、タマモクロス（大空直美）、ウイニングチケット（渡部優衣）、駿川たづな（藤井ゆきよ）、実況の赤坂さん（明坂聡美） | 「走れウマ娘」                                                                      | ゲーム『ウマ娘 プリティーダービー』関連曲                                       |
| 10月31日 | †吸tie Ladies† / HAPPY!!ストレンジフレンズ                                                        | ソフィー・トワイライト（富田美憂）、天野灯（篠原侑）、夏木ひなた（Lynn）、エリー（和氣あず未） | 「†吸tie Ladies†」                                                                  | テレビアニメ『となりの吸血鬼さん』オープニングテーマ                            |
| 10月31日 | †吸tie Ladies† / HAPPY!!ストレンジフレンズ                                                        | ソフィー・トワイライト（富田美憂）、天野灯（篠原侑）、夏木ひなた（Lynn）、エリー（和氣あず未） | 「HAPPY!!ストレンジフレンズ」                                                       | テレビアニメ『となりの吸血鬼さん』エンディングテーマ                            |
| 11月30日 | THE IDOLM@STER CINDERELLA GIRLS 6thLIVE MERRY-GO-ROUNDOME!!! MASTER SEASONS WINTER! SOLO REMIX    | 片桐早苗（和氣あず未） | 「冬空プレシャス」                                                                  | ゲーム『アイドルマスター シンデレラガールズ』関連曲                             |
| 12月19日 | テレビアニメ「となりの吸血鬼さん」キャラクターソング「うららかアフタヌーン」                      | エリー（和氣あず未） | 「†吸tie Ladies†」 「HAPPY!!ストレンジフレンズ」                                    | テレビアニメ『となりの吸血鬼さん』関連曲                                        |
| 12月28日 | アイドルマスター シンデレラガールズ After20 第2巻特別版特典CD                                     | 片桐早苗（和氣あず未）、川島瑞樹（東山奈央）、高垣楓（早見沙織） | 「命燃やして恋せよ乙女」                                                            | 漫画『アイドルマスター シンデレラガールズ After20』関連曲                       |
| 2019年   |                                                                                                   | |                                                                                     |                                                                                 |
| 3月27日  | となりの吸血鬼さん BD・DVD第4巻特典CD                                                             | エリー（和氣あず未） | 「ウラハラGolden Moon」                                                             | テレビアニメ『となりの吸血鬼さん』関連曲                                        |
| 5月15日  | Precious Notes                                                                                    | 8/pLanet! | 「Precious Notes」                                                                  | ゲーム『8 beat Story♪』関連曲                                                   |
| 5月22日  | 蝶になってみませんか                                                                              | 凛明館女学校 | 「蝶になってみませんか」 「ディスカバリー！」                                       | ゲーム『少女☆歌劇 レヴュースタァライト -Re LIVE-』関連曲                        |
| 5月29日  | 今宵mofumofu!!/もっふもふ DE よいのじゃよ                                                         | 仙狐（和氣あず未）、シロ（内田真礼） | 「今宵mofumofu!!」                                                                  | テレビアニメ『世話やきキツネの仙狐さん』オープニングテーマ                      |
| 5月29日  | 今宵mofumofu!!/もっふもふ DE よいのじゃよ                                                         | 仙狐（和氣あず未） | 「もっふもふ DE よいのじゃよ」                                                      | テレビアニメ『世話やきキツネの仙狐さん』エンディングテーマ                      |
| 9月4日   | ココハドコ                                                                                        | あほむし | 「ココハドコ」                                                                      | テレビアニメ『ソウナンですか？』オープニングテーマ                              |
| 9月4日   | ココハドコ                                                                                        | あほむし | 「かんたん！はじめてのソウナンマニュアル」                                          | テレビアニメ『ソウナンですか？』関連曲                                          |
| 10月16日 | 少女☆歌劇 レヴュースタァライト レヴューアルバム ラ・レヴュー・エターナル                          | 露崎まひる（岩田陽葵）、音無いちえ（和氣あず未）、大月あるる（潘めぐみ）、叶美空（竹達彩奈） | 「1等星のプロキオン」                                                               | ゲーム『少女☆歌劇 レヴュースタァライト -Re LIVE-』関連曲                        |
| 10月23日 | ONGEKI Sound Collection 02 最強 the サマータイム!!!!!                                             | 向千夏（岡咲美保）、柏木美亜（和氣あず未）、東雲つむぎ（和泉風花）、星咲あかり（赤尾ひかる）、高瀬梨緒（久保ユリカ） | 「最強 the サマータイム!!!!!」                                                      | ゲーム『オンゲキ』関連曲                                                        |
| 10月23日 | ONGEKI Sound Collection 02 最強 the サマータイム!!!!!                                             | 柏木美亜（和氣あず未） | 「最強 the サマータイム!!!!!」                                                      | ゲーム『オンゲキ』関連曲                                                        |
| 10月30日 | スマイルスキル＝スキスキル！                                                                      | 赤き誓い | 「スマイルスキル＝スキスキル！」                                                    | テレビアニメ『私、能力は平均値でって言ったよね！』オープニングテーマ            |
| 10月30日 | スマイルスキル＝スキスキル！                                                                      | 赤き誓い | 「Crimson Vow」                                                                     | テレビアニメ『私、能力は平均値でって言ったよね！』関連曲                        |
| 10月30日 | ゲンザイ↑バンザイ↑                                                                                | マイル（和氣あず未） | 「ゲンザイ↑バンザイ↑」                                                              | テレビアニメ『私、能力は平均値でって言ったよね！』エンディングテーマ            |
| 10月30日 | ゲンザイ↑バンザイ↑                                                                                | マイル（和氣あず未） | 「デンデン秘伝のでんじゃらす」                                                      | テレビアニメ『私、能力は平均値でって言ったよね！』関連曲                        |
| 11月8日  | THE IDOLM@STER CINDERELLA GIRLS 7thLIVE TOUR Special 3chord♪ Funky Dancing! 会場オリジナルCD      | 片桐早苗（和氣あず未） | 「モーレツ★世直しギルティ！（M@STER VERSION）」                                     | ゲーム『アイドルマスター シンデレラガールズ スターライトステージ』関連曲        |
| 11月20日 | Torchlight〜夢の灯り〜                                                                            | KiraraQuintet | 「Torchlight〜夢の灯り〜」                                                          | ゲーム『きららファンタジア』主題歌                                              |
| 12月25日 | ONGEKI Vocal Collection 06                                                                        | マーチングポケッツ | 「ポケットからぬりつぶせ！」                                                        | ゲーム『オンゲキ』関連曲                                                        |
| 12月25日 | ONGEKI Vocal Collection 06                                                                        | 柏木美亜（和氣あず未） | 「トリドリ⇒モリモリ！Lovely fruits☆」 「ポケットからぬりつぶせ！」                  | ゲーム『オンゲキ』関連曲                                                        |
| 2020年   |                                                                                                   | |                                                                                     |                                                                                 |
| 4月15日  | THE IDOLM@STER CINDERELLA GIRLS STARLIGHT MASTER 38 Fascinate                                     | 片桐早苗（和氣あず未）、結城晴（小市眞琴）、三村かな子（大坪由佳） | 「EZ DO DANCE」                                                                     | ゲーム『アイドルマスター シンデレラガールズ スターライトステージ』関連曲        |
| 5月27日  | かくしごと イメージアルバム feat.君は天然色                                                       | めぐろ川たんていじむしょ | 「君は天然色」                                                                      | テレビアニメ『かくしごと』関連曲                                                |
| 5月27日  | かくしごと イメージアルバム feat.君は天然色                                                       | 橘地莉子（和氣あず未） | 「君は天然色」                                                                      | テレビアニメ『かくしごと』関連曲                                                |
| 6月10日  | THE IDOLM@STER CINDERELLA GIRLS STARLIGHT MASTER 39 O-Ku-Ri-Mo-No Sunday!                         | 及川雫（のぐちゆり）、片桐早苗（和氣あず未）、堀裕子（鈴木絵理） | 「行くぜっ！怪盗少女」                                                              | ゲーム『アイドルマスター シンデレラガールズ スターライトステージ』関連曲        |
| 6月17日  | 愛がゆえゆえ/あれから（絶望少女達2020）                                                           | 大槻ケンヂとめぐろ川たんていじむしょ | 「愛がゆえゆえ」                                                                    | テレビアニメ『かくしごと』関連曲                                                |
| 6月24日  | ONGEKI Vocal Party 01                                                                             | マーチングポケッツ | 「進め！マイウェイ！」                                                              | ゲーム『オンゲキ』関連曲                                                        |
| 6月24日  | ONGEKI Vocal Party 01                                                                             | 柏木美亜（和氣あず未） | 「進め！マイウェイ！」                                                              | ゲーム『オンゲキ』関連曲                                                        |
| 8月26日  | ECHOES                                                                                            | AK-12（和氣あず未） | 「Волчий клык」                                                                     | ゲーム『ドールズフロントライン』関連曲                                          |
| 10月28日 | ONGEKI Vocal Party 02                                                                             | 柏木咲姫（石見舞菜香）、柏木美亜（和氣あず未） | 「Iudicium "Apocalypsis Mix"」                                                      | ゲーム『オンゲキ』関連曲                                                        |
| 10月28日 | ONGEKI Vocal Party 02                                                                             | 柏木美亜（和氣あず未） | 「Iudicium "Apocalypsis Mix"」                                                      | ゲーム『オンゲキ』関連曲                                                        |
| 12月23日 | ONGEKI Sound Collection 04 No Limit RED Force                                                     | 星咲あかり（赤尾ひかる）、藍原椿（橋本ちなみ）、早乙女彩華（中島唯）、柏木咲姫（石見舞菜香）、柏木美亜（和氣あず未） | 「No Limit RED Force」                                                              | ゲーム『オンゲキ』関連曲                                                        |
| 12月23日 | ONGEKI Sound Collection 04 No Limit RED Force                                                     | 柏木美亜（和氣あず未） | 「No Limit RED Force」                                                              | ゲーム『オンゲキ』関連曲                                                        |
| 12月23日 | 荒野のコトブキ飛行隊 大空のテイクオフガールズ！ チームソングミニアルバム                          | カナリア自警団 | 「ことりのマーチ」                                                                  | ゲーム『荒野のコトブキ飛行隊 大空のテイクオフガールズ！』関連曲                 |
| 12月24日 | あのね。-loved ones ver.-                                                                         | ユナ（河瀬茉希）、フィナ（和氣あず未） | 「あのね。-loved ones ver.-」                                                       | テレビアニメ『くまクマ熊ベアー』エンディングテーマ                              |
| 2021年   |                                                                                                   | |                                                                                     |                                                                                 |
| 2月24日  | ウマ娘 プリティーダービー ANIMATION DERBY Season 2 vol.1「ユメヲカケル！」                        | スペシャルウィーク（和氣あず未）、サイレンススズカ（高野麻里佳）、トウカイテイオー（Machico）、ウオッカ（大橋彩香）、ダイワスカーレット（木村千咲）、ゴールドシップ（上田瞳）、メジロマックイーン（大西沙織） | 「ユメヲカケル！」                                                                  | テレビアニメ『ウマ娘 プリティーダービー Season 2』オープニングテーマ            |
| 3月17日  | ウマ娘 プリティーダービー WINNING LIVE 01                                                         | スペシャルウィーク（和氣あず未）、サイレンススズカ（高野麻里佳）、トウカイテイオー（Machico）、マルゼンスキー（Lynn）、オグリキャップ（高柳知葉）、ゴールドシップ（上田瞳）、ウオッカ（大橋彩香）、ダイワスカーレット（木村千咲）、タイキシャトル（大坪由佳）、グラスワンダー（前田玲奈）、メジロマックイーン（大西沙織）、エルコンドルパサー（髙橋ミナミ）、シンボリルドルフ（田所あずさ）、エアグルーヴ（青木瑠璃子）、マヤノトップガン（星谷美緒）、メジロライアン（土師亜文）、ライスシャワー（石見舞菜香）、アグネスタキオン（上坂すみれ）、ウイニングチケット（渡部優衣）、サクラバクシンオー（三澤紗千香）、スーパークリーク（優木かな）、ハルウララ（首藤志奈）、マチカネフクキタル（新田ひより）、ナイスネイチャ（前田佳織里）、キングヘイロー（佐伯伊織） | 「GIRLS' LEGEND U」                                                                 | ゲーム『ウマ娘 プリティーダービー』オープニングテーマ                           |
| 3月17日  | ウマ娘 プリティーダービー WINNING LIVE 01                                                         | スペシャルウィーク（和氣あず未）、サイレンススズカ（高野麻里佳）、トウカイテイオー（Machico）、マルゼンスキー（Lynn）、オグリキャップ（高柳知葉）、ゴールドシップ（上田瞳）、ウオッカ（大橋彩香）、ダイワスカーレット（木村千咲）、タイキシャトル（大坪由佳）、グラスワンダー（前田玲奈）、メジロマックイーン（大西沙織）、エルコンドルパサー（髙橋ミナミ）、シンボリルドルフ（田所あずさ）、エアグルーヴ（青木瑠璃子）、マヤノトップガン（星谷美緒）、メジロライアン（土師亜文）、ライスシャワー（石見舞菜香）、アグネスタキオン（上坂すみれ）、ウイニングチケット（渡部優衣）、サクラバクシンオー（三澤紗千香）、スーパークリーク（優木かな）、ハルウララ（首藤志奈）、マチカネフクキタル（新田ひより）、ナイスネイチャ（前田佳織里）、キングヘイロー（佐伯伊織） | 「うまぴょい伝説」                                                                  | ゲーム『ウマ娘 プリティーダービー』関連曲                                       |
| 3月31日  | ウマ娘 プリティーダービー ANIMATION DERBY Season 2 vol.3 Original Sound Track                     | スペシャルウィーク（和氣あず未）、サイレンススズカ（高野麻里佳）、トウカイテイオー（Machico）、ウオッカ（大橋彩香）、ダイワスカーレット（木村千咲）、ゴールドシップ（上田瞳）、メジロマックイーン（大西沙織）、シンボリルドルフ（田所あずさ）、ナイスネイチャ（前田佳織里）、ツインターボ（花井美春）、イクノディクタス（田澤茉純）、マチカネタンホイザ（遠野ひかる）、メジロパーマー（のぐちゆり）、ダイタクヘリオス（山根綺）、ミホノブルボン（長谷川育美）、ライスシャワー（石見舞菜香）、ビワハヤヒデ（近藤唯）、ナリタタイシン（渡部恵子）、ウイニングチケット （渡部優衣）、キタサンブラック（矢野妃菜喜）、サトノダイヤモンド（立花日菜）、マルゼンスキー（Lynn）、マヤノトップガン（星谷美緒）、ヒシアケボノ（松嵜麗）、エアグルーヴ（青木瑠璃子）、マチカネフクキタル（新田ひより）、メイショウドトウ（和多田美咲）、セイウンスカイ（鬼頭明里）、グラスワンダー（前田玲奈）、エルコンドルパサー（髙橋ミナミ）、サクラバクシンオー（三澤紗千香）、メジロライアン（土師亜文）、メジロドーベル（久保田ひかり）、ナリタブライアン（衣川里佳） | 「うまぴょい伝説（TV Size）」                                                       | テレビアニメ『ウマ娘 プリティーダービー Season 2』エンディングテーマ            |
| 4月29日  | 頑張っている君だから                                                                              | シェラ（芹澤優）、レム（和氣あず未）、ルマキーナ（伊藤美来）、ホルン（内村史子） | 「頑張っている君だから」                                                            | テレビアニメ『異世界魔王と召喚少女の奴隷魔術Ω』挿入歌                           |
| 6月16日  | うまよん ミニアルバム                                                                             | スペシャルウィーク（和氣あず未）、グラスワンダー（前田玲奈）、エルコンドルパサー（髙橋ミナミ）、セイウンスカイ（鬼頭明里）、キングヘイロー（佐伯伊織） | 「ぴょいっと♪はれるや！」                                                           | テレビアニメ『うまよん』主題歌                                                  |
| 7月28日  | THE IDOLM@STER CINDERELLA GIRLS STARLIGHT MASTER GOLD RUSH! 09 Just Us Justice                    | 南条光（神谷早矢佳）、脇山珠美（嘉山未紗）、結城晴（小市眞琴）、上条春菜（長島光那）、片桐早苗（和氣あず未） | 「Just Us Justice（M@STER VERSION）」                                               | ゲーム『アイドルマスター シンデレラガールズ スターライトステージ』関連曲        |
| 7月28日  | THE IDOLM@STER CINDERELLA GIRLS STARLIGHT MASTER GOLD RUSH! 09 Just Us Justice                    | 片桐早苗（和氣あず未） | 「Just Us Justice（M@STER VERSION）」                                               | ゲーム『アイドルマスター シンデレラガールズ スターライトステージ』関連曲        |
| 8月28日  | 3rd EVENT WINNING DREAM STAGE Solo Vocal Tracks Vol.1                                             | スペシャルウィーク（和氣あず未） | 「winning the soul（Game Size）」                                                   | ゲーム『ウマ娘 プリティーダービー』関連曲                                       |
| 8月28日  | 3rd EVENT WINNING DREAM STAGE Solo Vocal Tracks Vol.2                                             | スペシャルウィーク（和氣あず未） | 「ユメヲカケル！」                                                                  | テレビアニメ『ウマ娘 プリティーダービー Season 2』関連曲                        |
| 12月22日 | ONGEKI Sound Collection 06                                                                        | 星咲あかり（赤尾ひかる）、高瀬梨緒（久保ユリカ）、柏木美亜（和氣あず未）、東雲つむぎ（和泉風花）、皇城セツナ（八巻アンナ） | 「Transcend Lights」                                                                | ゲーム『オンゲキ』関連曲                                                        |
| 12月22日 | ONGEKI Sound Collection 06                                                                        | 柏木美亜（和氣あず未） | 「Transcend Lights」                                                                | ゲーム『オンゲキ』関連曲                                                        |
| 2022年   |                                                                                                   | |                                                                                     |                                                                                 |
| 1月12日  | THE IDOLM@STER CINDERELLA GIRLS STARLIGHT MASTER R/LOCK ON! 01 星環世界                           | 砂塚あきら（富田美憂）、速水奏（飯田友子）、高垣楓（早見沙織）、緒方智絵里（大空直美）、 喜多日菜子（深川芹亜）、宮本フレデリカ（髙野麻美）、相葉夕美（木村珠莉）、中野有香（下地紫野）、片桐早苗（和氣あず未） | 「星環世界（M@STER VERSION）」                                                      | ゲーム『アイドルマスター シンデレラガールズ スターライトステージ』関連曲        |
| 1月12日  | THE IDOLM@STER CINDERELLA GIRLS STARLIGHT MASTER R/LOCK ON! 01 星環世界                           | 片桐早苗（和氣あず未） | 「星環世界（M@STER VERSION）」                                                      | ゲーム『アイドルマスター シンデレラガールズ スターライトステージ』関連曲        |
| 2月9日   | ウマ娘 プリティーダービー WINNING LIVE 03                                                         | スペシャルウィーク（和氣あず未）、トウカイテイオー（Machico）、ナリタブライアン（衣川里佳）、シンボリルドルフ（田所あずさ）、セイウンスカイ（鬼頭明里）、アグネスタキオン（上坂すみれ）、マチカネフクキタル（新田ひより）、ミスターシービー（天海由梨奈） | 「winning the soul」                                                                | ゲーム『ウマ娘 プリティーダービー』関連曲                                       |
| 2月22日  | ウマ娘 プリティーダービー Solo Vocal Tracks Vol.3 -4th EVENT SPECIAL DREAMERS!!-                  | スペシャルウィーク（和氣あず未） | 「Never Looking Back（Game Size）」                                                 | ゲーム『ウマ娘 プリティーダービー』関連曲                                       |
| 4月27日  | ウマ娘 プリティーダービー WINNING LIVE 05                                                         | スペシャルウィーク（和氣あず未）、サイレンススズカ（高野麻里佳）、トウカイテイオー（Machico）、オグリキャップ（高柳知葉）、ゴールドシップ（上田瞳）、メジロマックイーン（大西沙織）、テイエムオペラオー（徳井青空）、ナリタブライアン（衣川里佳）、シンボリルドルフ（田所あずさ）、タマモクロス（大空直美）、メジロライアン（土師亜文）、アドマイヤベガ（咲々木瞳）、サクラバクシンオー（三澤紗千香）、ミスターシービー（天海由梨奈）、メジロドーベル（久保田ひかり）、マチカネタンホイザ（遠野ひかる）、サトノダイヤモンド（立花日菜）、キタサンブラック（矢野妃菜喜）、サクラチヨノオー（野口瑠璃子）、メジロアルダン（会沢紗弥）、ヤエノムテキ（日原あゆみ）、ナリタトップロード（中村カンナ） | 「We are DREAMERS!!」                                                               | ゲーム『ウマ娘 プリティーダービー』関連曲                                       |
| 4月27日  | ウマ娘 プリティーダービー WINNING LIVE 05                                                         | スペシャルウィーク（和氣あず未）、サイレンススズカ（高野麻里佳）、トウカイテイオー（Machico）、オグリキャップ（高柳知葉）、ゴールドシップ（上田瞳）、メジロマックイーン（大西沙織）、テイエムオペラオー（徳井青空）、ナリタブライアン（衣川里佳）、シンボリルドルフ（田所あずさ）、アグネスデジタル（鈴木みのり）、タマモクロス（大空直美）、マヤノトップガン（星谷美緒）、メジロライアン（土師亜文）、アドマイヤベガ（咲々木瞳）、サクラバクシンオー（三澤紗千香）、スマートファルコン（大和田仁美）、ニシノフラワー（河井晴菜）、ハルウララ（首藤志奈）、マーベラスサンデー（三宅麻理恵）、ミスターシービー（天海由梨奈）、メジロドーベル（久保田ひかり）、ナイスネイチャ（前田佳織里）、マチカネタンホイザ（遠野ひかる）、ツインターボ（花井美春）、サトノダイヤモンド（立花日菜）、キタサンブラック（矢野妃菜喜）、サクラチヨノオー（野口瑠璃子）、メジロアルダン（会沢紗弥）、ヤエノムテキ（日原あゆみ）、ナリタトップロード（中村カンナ） | 「うまぴょい伝説」                                                                  | ゲーム『ウマ娘 プリティーダービー』関連曲                                       |
| 7月6日   | Tin Toy Melody                                                                                    | シャノワール | 「Tin Toy Melody」                                                                  | テレビアニメ『プリマドール』オープニングテーマ                                  |
| 7月6日   | Tin Toy Melody                                                                                    | シャノワール | 「機械仕掛けの賛歌」                                                                | テレビアニメ『プリマドール』関連曲                                              |
| 7月6日   | SHOW UP                                                                                           | シャノワール | 「夢咲＊ハレ舞台」                                                                  | テレビアニメ『プリマドール』関連曲                                              |
| 7月6日   | SHOW UP                                                                                           | 灰桜（和氣あず未） | 「薄花桜」                                                                          | テレビアニメ『プリマドール』関連曲                                              |
| 7月6日   | SHOW UP                                                                                           | 灰桜（和氣あず未）、レーツェル（鬼頭明里） | 「雨の迷い猫」                                                                      | テレビアニメ『プリマドール』関連曲                                              |
| 7月27日  | ブレンド・S Blu-ray Disc BOX 特典CD                                                               | ブレンド・A | 「ブレンド・プラス」                                                                | テレビアニメ『ブレンド・S』関連曲                                               |
| 8月17日  | ウマ娘 プリティーダービー WINNING LIVE 07                                                         | スペシャルウィーク（和氣あず未）、サイレンススズカ（高野麻里佳）、ゴールドシップ（上田瞳）、メジロマックイーン（大西沙織）、ナリタブライアン（衣川里佳）、ライスシャワー（石見舞菜香）、ウイニングチケット（渡部優衣） | 「笑顔の宝物 -Beyond The Future!-」                                                 | ゲーム『ウマ娘 プリティーダービー』関連曲                                       |
| 8月17日  | ウマ娘 プリティーダービー WINNING LIVE 07                                                         | スペシャルウィーク（和氣あず未）、サイレンススズカ（高野麻里佳）、ゴールドシップ（上田瞳）、メジロマックイーン（大西沙織）、ナリタブライアン（衣川里佳）、マヤノトップガン（星谷美緒）、メジロライアン（土師亜文）、ライスシャワー（石見舞菜香）、ウイニングチケット（渡部優衣）、マーベラスサンデー（三宅麻理恵）、メジロドーベル（久保田ひかり）、メジロパーマー（のぐちゆり）、メジロアルダン（会沢紗弥）、メジロブライト（大西綺華）、サクラローレル（真野美月） | 「うまぴょい伝説」                                                                  | ゲーム『ウマ娘 プリティーダービー』関連曲                                       |
| 9月21日  | レヴューアルバム アルカナ・アルカディア                                                           | 音無いちえ（和氣あず未）、夢大路文（倉知玲鳳）、露崎まひる（岩田陽葵）、大場なな（小泉萌香） | 「罪がないのならばそれが罪だ」                                                      | ゲーム『少女☆歌劇 レヴュースタァライト -Re LIVE-』関連曲                        |
| 9月28日  | ウマ娘 プリティーダービー WINNING LIVE 08                                                         | スペシャルウィーク（和氣あず未）、サイレンススズカ（高野麻里佳）、ゴールドシップ（上田瞳）、メジロマックイーン（大西沙織）、ナリタブライアン（衣川里佳）、ライスシャワー（石見舞菜香）、ウイニングチケット（渡部優衣） | 「Precious Star Dreamer」                                                           | ゲーム『ウマ娘 プリティーダービー』関連曲                                       |
| 9月28日  | ウマ娘 プリティーダービー WINNING LIVE 08                                                         | スペシャルウィーク（和氣あず未）、サイレンススズカ（高野麻里佳）、ゴールドシップ（上田瞳）、ウオッカ（大橋彩香）、ダイワスカーレット（木村千咲）、メジロマックイーン（大西沙織）、ナリタブライアン（衣川里佳）、マヤノトップガン（星谷美緒）、ライスシャワー（石見舞菜香）、ウイニングチケット（渡部優衣）、スマートファルコン（大和田仁美）、ダイタクヘリオス（山根綺）、サクラローレル（真野美月）、ヤマニンゼファー（今泉りおな）、ダイイチルビー（礒部花凜）、アストンマーチャン（井上ほの花）、ケイエスミラクル（佐藤日向）、コパノリッキー（稲垣好）、ホッコータルマエ（菊池紗矢香）、ワンダーアキュート（須藤叶希） | 「うまぴょい伝説」                                                                  | ゲーム『ウマ娘 プリティーダービー』関連曲                                       |
| 10月4日  | ウマ娘 プリティーダービー Solo Vocal Tracks Vol.5 －4th EVENT SPECIAL DREAMERS!! EXTRA STAGE－    | スペシャルウィーク（和氣あず未） | 「We are DREAMERS!!（Game Size）」 「笑顔の宝物 -Beyond The Future!-（Game Size）」 | ゲーム『ウマ娘 プリティーダービー』関連曲                                       |
| 10月28日 | プリマドール BD 第1巻初回限定版特典CD                                                             | 灰桜（和氣あず未） | 「時を刻む唄」                                                                      | テレビアニメ『プリマドール』関連曲                                              |
| 11月16日 | Do It Yourself!! ‐どぅー・いっと・ゆあせるふ‐ Theme Songs                                         | 潟女DIY部! | 「どきどきアイデアをよろしく！」                                                    | テレビアニメ『Do It Yourself!! -どぅー・いっと・ゆあせるふ-』オープニングテーマ |
| 2023年   |                                                                                                   | |                                                                                     |                                                                                 |
| 2月11日  | THE IDOLM@STER M@STERS OF IDOL WORLD!!!!! 2023 明日きみにJewel                                    | 片桐早苗（和氣あず未） | 「きみにいっぱい☆」                                                                 | ゲーム『アイドルマスター シンデレラガールズ』関連曲                             |
| 3月8日   | 最強陰陽師の異世界転生記 キャラクターソングミニアルバム                                           | イーファ（和氣あず未）、アミュ（稗田寧々）、メイベル（鬼頭明里） | 「リンク」                                                                          | テレビアニメ『最強陰陽師の異世界転生記』エンディングテーマ                      |
| 3月8日   | 最強陰陽師の異世界転生記 キャラクターソングミニアルバム                                           | イーファ（和氣あず未）、アミュ（稗田寧々）、メイベル（鬼頭明里） | 「Fortunate Magic」                                                                 | テレビアニメ『最強陰陽師の異世界転生記』関連曲                                  |
| 3月8日   | 最強陰陽師の異世界転生記 キャラクターソングミニアルバム                                           | イーファ（和氣あず未） | 「ネバーエンドホープ」                                                              | テレビアニメ『最強陰陽師の異世界転生記』関連曲                                  |
| 3月8日   | 最強陰陽師の異世界転生記 キャラクターソングミニアルバム                                           | イーファ（和氣あず未）、アミュ（稗田寧々） | 「リンク」                                                                          | テレビアニメ『最強陰陽師の異世界転生記』エンディングテーマ                      |
| 3月8日   | 最強陰陽師の異世界転生記 キャラクターソングミニアルバム                                           | イーファ（和氣あず未） | 「リンク」                                                                          | テレビアニメ『最強陰陽師の異世界転生記』エンディングテーマ                      |
| 3月8日   | 最強陰陽師の異世界転生記 キャラクターソングミニアルバム                                           | 「Fortunate Magic」 | テレビアニメ『最強陰陽師の異世界転生記』関連曲                                      |                                                                                 |
| 3月29日  | ウマ娘 プリティーダービー WINNING LIVE 11                                                         | スペシャルウィーク（和氣あず未）、トウカイテイオー（Machico）、テイエムオペラオー（徳井青空）、ナリタブライアン（衣川里佳）、シンボリルドルフ（田所あずさ）、マヤノトップガン（星谷美緒）、マンハッタンカフェ（小倉唯）、アグネスタキオン（上坂すみれ）、アドマイヤベガ（咲々木瞳）、マーベラスサンデー（三宅麻理恵）、ミスターシービー（天海由梨奈）、ツインターボ（花井美春）、サトノダイヤモンド（立花日菜）、キタサンブラック（矢野妃菜喜）、サクラローレル（真野美月）、ナリタトップロード（中村カンナ）、シンボリクリスエス（春川芽生）、タニノギムレット（松岡美里）、メジロラモーヌ（東山奈央）、サトノクラウン（鈴代紗弓）、シュヴァルグラン（夏吉ゆうこ）、ジャングルポケット（藤本侑里） 、カツラギエース（藤原夏海） | 「DRAMATIC JOURNEY」                                                                | ゲーム『ウマ娘 プリティーダービー』関連曲                                       |
| 3月29日  | ウマ娘 プリティーダービー WINNING LIVE 11                                                         | スペシャルウィーク（和氣あず未）、トウカイテイオー（Machico）、ウオッカ（大橋彩香）、テイエムオペラオー（徳井青空）、ナリタブライアン（衣川里佳）、シンボリルドルフ（田所あずさ）、マヤノトップガン（星谷美緒）、マンハッタンカフェ（小倉唯）、アグネスタキオン（上坂すみれ）、アドマイヤベガ（咲々木瞳）、マーベラスサンデー （三宅麻理恵）、ミスターシービー（天海由梨奈）、ツインターボ（花井美春）、サトノダイヤモンド（立花日菜）、キタサンブラック（矢野妃菜喜）、ツルマルツヨシ（青山吉能）、サクラローレル（真野美月）、ナリタトップロード（中村カンナ）、シンボリクリスエス（春川芽生）、タニノギムレット（松岡美里）、メジロラモーヌ（東山奈央）、サトノクラウン（鈴代紗弓）、シュヴァルグラン（夏吉ゆうこ）、ジャングルポケット（藤本侑里）、カツラギエース（藤原夏海） | 「うまぴょい伝説」                                                                  | ゲーム『ウマ娘 プリティーダービー』関連曲                                       |
| 3月29日  | アニメ『うまゆる』アルバム                                                                        | スペシャルウィーク（和氣あず未）、オグリキャップ（高柳知葉）、ファインモーション（橋本ちなみ）、エアシャカール（津田美波）、マチカネタンホイザ（遠野ひかる） | 「永遠の色彩」                                                                      | Webアニメ『うまゆる』エンディングテーマ                                         |
| 3月29日  | アニメ『うまゆる』アルバム                                                                        | スペシャルウィーク（和氣あず未）、サイレンススズカ（高野麻里佳）、トウカイテイオー（Machico）、マルゼンスキー（Lynn）、オグリキャップ（高柳知葉）、ゴールドシップ（上田瞳）、ウオッカ（大橋彩香）、ダイワスカーレット（木村千咲）、グラスワンダー（前田玲奈）、メジロマックイーン（大西沙織）、エルコンドルパサー（髙橋ミナミ）、テイエムオペラオー（徳井青空）、シンボリルドルフ（田所あずさ）、エアグルーヴ（青木瑠璃子）、アグネスデジタル（鈴木みのり）、セイウンスカイ（鬼頭明里）、ファインモーション（橋本ちなみ）、マヤノトップガン（星谷美緒）、ユキノビジン（山本希望）、アグネスタキオン（上坂すみれ）、イナリワン（井上遥乃）、ウイニングチケット（渡部優衣）、エアシャカール（津田美波）、トーセンジョーダン（鈴木絵理）、ナカヤマフェスタ（下地紫野）、ナリタタイシン（渡部恵子）、ハルウララ（首藤志奈）、マチカネフクキタル（新田ひより）、メイショウドトウ（和多田美咲）、キングヘイロー（佐伯伊織）、マチカネタンホイザ（遠野ひかる）、ダイタクヘリオス（山根綺）、ツインターボ（花井美春）、シリウスシンボリ（ファイルーズあい）、ツルマルツヨシ（青山吉能）、シンボリクリスエス（春川芽生）、タニノギムレット（松岡美里）、ハッピーミーク（吉咲みゆ） | 「うまぴょい伝説（Game Size）」                                                     | Webアニメ『うまゆる』エンディングテーマ                                         |
| 3月29日  | プリマドール BD 第6巻初回限定版特典CD                                                             | シャノワール | 「Little Busters!」                                                                 | テレビアニメ『プリマドール』関連曲                                              |
| 4月5日   | THE IDOLM@STER CINDERELLA GIRLS STARLIGHT MASTER R/LOCK ON! 15 サマーサイダー                     | 片桐早苗（和氣あず未）、多田李衣菜（青木瑠璃子）、緒方智絵里（大空直美） | 「うまぴょい伝説」                                                                  | ゲーム『アイドルマスター シンデレラガールズ スターライトステージ』関連曲        |
| 6月10日  | トワツガイ Original Soundtrack                                                                    | カラス（近藤玲奈）、ハクチョウ（立花理香）、エナガ（立花日菜）、スズメ（高橋李依）、フクロウ（小泉萌香）、フラミンゴ（和氣あず未）、ツル（上田麗奈）、ハチドリ（富田美憂）、モズ（鬼頭明里）、ツバメ（日向未南） | 「トワノユメ」                                                                      | ゲーム『トワツガイ』関連曲                                                      |
| 8月2日   | THE IDOLM@STER CINDERELLA GIRLS STARLIGHT MASTER PLATINUM NUMBER 05 ハートボイルドウォーズ        | 大和亜季（村中知）、村上巴（花井美春）、片桐早苗（和氣あず未） | 「ハートボイルドウォーズ（M@STER VERSION）」                                        | ゲーム『アイドルマスター シンデレラガールズ スターライトステージ』関連曲        |
| 8月2日   | THE IDOLM@STER CINDERELLA GIRLS STARLIGHT MASTER PLATINUM NUMBER 05 ハートボイルドウォーズ        | 片桐早苗（和氣あず未） | 「ハートボイルドウォーズ（M@STER VERSION）」                                        | ゲーム『アイドルマスター シンデレラガールズ スターライトステージ』関連曲        |
| 9月27日  | メチャメチャ☆LEVEL UP 〜GRANBLUE FANTASY〜                                                        | メグ（黒沢ともよ）、まりっぺ（和氣あず未） | 「メチャメチャ☆LEVEL UP」                                                           | ゲーム『グランブルーファンタジー』関連曲                                        |
| 9月27日  | メチャメチャ☆LEVEL UP 〜GRANBLUE FANTASY〜                                                        | まりっぺ（和氣あず未） | 「メチャメチャ☆LEVEL UP」                                                           | ゲーム『グランブルーファンタジー』関連曲                                        |
| 11月1日  | ウマ娘 プリティーダービー Season 3 ANIMATION DERBY Season 3 vol.2「アコガレChallenge Dash!!」     | キタサンブラック（矢野妃菜喜）、スペシャルウィーク（和氣あず未）、サイレンススズカ（高野麻里佳）、トウカイテイオー（Machico）、ウオッカ（大橋彩香）、ダイワスカーレット（木村千咲）、ゴールドシップ（上田瞳）、メジロマックイーン（大西沙織） | 「アコガレChallenge Dash!!」                                                        | テレビアニメ『ウマ娘 プリティーダービー Season 3』エンディングテーマ            |
| 11月1日  | ウマ娘 プリティーダービー Season 3 ANIMATION DERBY Season 3 vol.2「アコガレChallenge Dash!!」     | キタサンブラック（矢野妃菜喜）、スペシャルウィーク（和氣あず未）、サイレンススズカ（高野麻里佳）、トウカイテイオー（Machico）、ウオッカ（大橋彩香）、ダイワスカーレット（木村千咲）、ゴールドシップ（上田瞳）、メジロマックイーン（大西沙織） | 「うまぴょい伝説」                                                                  | テレビアニメ『ウマ娘 プリティーダービー Season 3』関連曲                        |
| 2024年   |                                                                                                   | |                                                                                     |                                                                                 |
| 1月10日  | TVアニメ『ウマ娘 プリティーダービー Season 3』ANIMATION DERBY Season 3 vol.3 Original Sound Track | キタサンブラック（矢野妃菜喜）、サトノダイヤモンド（立花日菜）、サトノクラウン（鈴代紗弓）、シュヴァルグラン（夏吉ゆうこ）、サウンズオブアース（MAKIKO）、ドゥラメンテ（秋奈）、トウカイテイオー（Machico）、メジロマックイーン（大西沙織）、ゴールドシップ（上田瞳）、スペシャルウィーク（和氣あず未）、サイレンススズカ（高野麻里佳）、ウオッカ（大橋彩香）、ダイワスカーレット（木村千咲）、ナイスネイチャ（前田佳織里）、ツインターボ（花井美春）、イクノディクタス（田澤茉純）、マチカネタンホイザ（遠野ひかる）、ロイスアンドロイス（田辺留依）、ヴィルシーナ（奥野香耶）、ヴィブロス（伊藤彩沙）、シンボリルドルフ（田所あずさ）、エアグルーヴ（青木瑠璃子）、ミホノブルボン（長谷川育美）、ライスシャワー（石見舞菜香）、サクラバクシンオー（三澤紗千香）、トーセンジョーダン（鈴木絵理）、マチカネフクキタル（新田ひより）、メイショウドトウ（和多田美咲）、メジロパーマー（のぐちゆり）、ダイタクヘリオス（山根綺）、コパノリッキー（稲垣好） | 「うまぴょい伝説」                                                                  | テレビアニメ『ウマ娘 プリティーダービー Season 3』エンディングテーマ            |
| 1月24日  | ウマ娘 プリティーダービー WINNING LIVE 15                                                         | スペシャルウィーク（和氣あず未）、ライスシャワー（石見舞菜香）、スマートファルコン（大和田仁美）、トーセンジョーダン（鈴木絵理）、ナイスネイチャ（前田佳織里）、キングヘイロー（佐伯伊織）、メジロパーマー（のぐちゆり）、ツルマルツヨシ（青山吉能）、サクラローレル（真野美月）、ヒシミラクル（春日さくら） | 「Comeback Story V」                                                                | ゲーム『ウマ娘 プリティーダービー』関連曲                                       |
| 1月24日  | ウマ娘 プリティーダービー WINNING LIVE 15                                                         | スペシャルウィーク（和氣あず未）、ライスシャワー（石見舞菜香）、スマートファルコン（大和田仁美）、ゼンノロブロイ（照井春佳）、トーセンジョーダン（鈴木絵理）、ナイスネイチャ（前田佳織里）、キングヘイロー（佐伯伊織）、メジロパーマー（のぐちゆり）、サトノダイヤモンド（立花日菜）、キタサンブラック（矢野妃菜喜）、ツルマルツヨシ（青山吉能）、サクラローレル（真野美月）、ネオユニヴァース（白石晴香）、ヒシミラクル（春日さくら） | 「うまぴょい伝説」                                                                  | ゲーム『ウマ娘 プリティーダービー』関連曲                                       |
| 3月6日   | ウマ娘 プリティーダービー WINNING LIVE 16                                                         | スペシャルウィーク（和氣あず未）、オグリキャップ（高柳知葉）、ゴールドシップ（上田瞳）、ナリタブライアン（衣川里佳）、タマモクロス（大空直美）、マンハッタンカフェ（小倉唯）、アグネスタキオン（上坂すみれ）、サトノダイヤモンド（立花日菜）、キタサンブラック（矢野妃菜喜）、サクラローレル（真野美月）、ヴィルシーナ（奥野香耶）、ジャングルポケット（藤本侑里）、ドゥラメンテ（秋奈）、ラインクラフト（小島菜々恵）、シーザリオ（佐藤榛夏)、オルフェーヴル（日笠陽子）、ジェンティルドンナ（芹澤優）、ウインバリアシオン（月城日花） | 「U.M.A. NEW WORLD!!」                                                              | ゲーム『ウマ娘 プリティーダービー』関連曲                                       |
| 3月6日   | ウマ娘 プリティーダービー WINNING LIVE 16                                                         | スペシャルウィーク（和氣あず未）、オグリキャップ（高柳知葉）、ゴールドシップ（上田瞳）、ナリタブライアン（衣川里佳）、タマモクロス（大空直美）、マンハッタンカフェ（小倉唯）、アグネスタキオン（上坂すみれ）、サトノダイヤモンド（立花日菜）、キタサンブラック（矢野妃菜喜）、サクラローレル（真野美月）、サトノクラウン（鈴代紗弓）、シュヴァルグラン（夏吉ゆうこ）、ヴィルシーナ（奥野香耶）、ジャングルポケット（藤本侑里）、ドゥラメンテ（秋奈）、ラインクラフト（小島菜々恵）、シーザリオ（佐藤榛夏）、オルフェーヴル（日笠陽子）、ジェンティルドンナ（芹澤優）、ウインバリアシオン（月城日花） | 「うまぴょい伝説」                                                                  | ゲーム『ウマ娘 プリティーダービー』関連曲                                       |
| 5月15日  | THE IDOLM@STER CINDERELLA GIRLS STARLIGHT MASTER HEART TICKER! 06 Come to you                     | 片桐早苗（和氣あず未） | 「DYNAMITE FEVER MEGAMIX」                                                          | ゲーム『アイドルマスター シンデレラガールズ スターライトステージ』関連曲        |
| 6月19日  | THE IDOLM@STER CINDERELLA GIRLS STARLIGHT MASTER HEART TICKER! 08 スバル                          | 片桐早苗（和氣あず未）、及川雫（のぐちゆり）、堀裕子（鈴木絵理） | 「アッパレ♪Mahara★Japaaan!」                                                        | ゲーム『アイドルマスター シンデレラガールズ スターライトステージ』関連曲        |
| 6月26日  | ホワイトノイズ                                                                                    | 結城コマリ（和氣あず未） | 「ハウツー・ワタシ!」                                                               | ゲーム『De:Lithe Last Memories』関連曲                                          |
| 7月17日  | 花に願いを                                                                                        | フラミンゴ（和氣あず未）、フクロウ（小泉萌香） | 「花に願いを」                                                                      | ゲーム『トワツガイ』関連曲                                                      |
| 8月31日  | ウマ娘 プリティーダービー Solo Vocal Tracks Vol.10 Twinkle Circle! in HAKODATE                    | スペシャルウィーク（和氣あず未） | 「トレセン音頭（Game Size）」                                                       | ゲーム『ウマ娘 プリティーダービー』関連曲                                       |

### その他参加楽曲
| 発売日        | 商品名                                                                            | 歌                               | 楽曲             | 備考                                         |
| ------------- | --------------------------------------------------------------------------------- | -------------------------------- | ---------------- | -------------------------------------------- |
| 2022年7月20日 | CINDERELLA PARTY! デレぱにぱにック＆デレパノココロ 〜信じられないくらい素敵なCD〜 | 原紗友里、青木瑠璃子、和氣あず未 | 「ペッパー警部」 | ラジオ『CINDERELLA PARTY!』関連曲            |
| 2024年5月29日 | DISCOTHEQUE from CrosSing                                                         | 和氣あず未                       | 「DISCOTHEQUE」  | カバーソングプロジェクト『CrosSing』関連楽曲 |

## ライブ・イベント

### ワンマンライブ
| 回数 | 出演日        | タイトル | 会場                                  |
| ---- | ------------- | --- | ------------------------------------- |
| 1st  | 2021年7月18日 | 和氣あず未 1st LIVE -超革命的恋する音楽会-                                                                       | 中野サンプラザ（東京都）              |
| -    | 2022年9月24日 | 和氣あず未 アコースティックライブ2022 〜品川フォークジャンボリー〜                                               | 品川プリンスホテル クラブeX（東京都） |
| 2nd  | 2023年2月11日 | 和氣あず未 2nd LIVE -STAY BEAUTIFUL-                                                                             | めぐろパーシモンホール（東京都）      |
| -    | 2023年7月22日 | Voice of Symphonic Vol.3〜おこしやす〜 和氣あず未 コンサート「超革命的恋する音楽会〜夏じゃないならなんなんだ〜」 | 京都劇場（京都府）                    |